# 岩下正
岩下 正（いわした ただし、1948年1月1日 - ）は、日本の財務官僚、企業経営者。ローソン銀行代表取締役会長。

## 来歴
宮城県仙台市出身。血液型はB型。宮城県仙台第一高等学校、東京大学法学部第1類（私法コース）卒業。1970年に大蔵省入省（大臣官房秘書課）。1971年に大臣官房秘書課調査係長心得。1974年にイェール大学で経営学修士号を修得。同年7月 銀行局総務課企画係長。1975年7月 福知山税務署長。1993年6月 大臣官房調査企画課長兼財政金融研究所次長。1994年4月から1995年5月まで羽田孜、村山富市の下で内閣総理大臣秘書官（事務担当）。1999年7月8日に国際局次長、2002年7月9日に財務総合政策研究所長となる。2003年3月31日 退官。同年4月14日 国際協力銀行理事（〜2006年10月31日）。2011年5月28日 パルコ社外取締役（〜2013年5月25日）。

## 職歴
- 1970年4月：大蔵省入省。
- 1971年：大蔵省大臣官房秘書課調査係長心得[4]。
- 1972年5月：大蔵省大臣官房付（イェール大学留学）[5]。
- 1974年7月：大蔵省銀行局総務課企画係長[5][6]。
- 1975年7月：福知山税務署長。
- 1976年7月：大蔵省主税局税制第二課長補佐[5]。
- 1977年7月：大蔵省主税局調査課長補佐[3]。
- 1978年7月：大蔵省主税局税制第一課長補佐（法人税）[7][3]。
- 1979年7月：大蔵省主税局国際租税課長補佐[3]。
- 1980年7月：大蔵省主計局主計官補佐（厚生第五係主査）[3]。
- 1982年6月：大蔵省主計局主計官補佐（厚生第三係主査）[3]。
- 1983年6月：大蔵省主税局税制第一課長補佐。
- 1984年7月：大蔵省主税局税制第二課長補佐。
- 1985年6月：大蔵省大臣官房企画官兼主税局総務課。
- 1986年6月：大蔵省大臣官房文書課広報室長。
- 1987年6月：外務省在アメリカ合衆国日本国大使館一等書記官。
- 1990年4月：大蔵省主計局給与課長。
- 1991年6月：大蔵省主計局主計官（外務、通産、経済協力担当）。
- 1992年7月：大蔵省銀行局調査課長。
- 1993年6月：大蔵省大臣官房調査企画課長兼財政金融研究所次長。
- 1994年4月：羽田孜内閣総理大臣秘書官（事務担当）。
- 1994年6月：村山富市内閣総理大臣秘書官（事務担当）。
- 1995年5月：大蔵省大臣官房参事官（財務官室担当）[8]。
- 1996年7月：外務省在アメリカ合衆国日本国大使館公使。
- 1999年7月：大蔵省大臣官房付。
- 1999年7月：大蔵省国際局次長。
- 2001年1月：財務省国際局次長。
- 2002年7月：財務総合政策研究所長兼会計センター所長。
- 2003年3月：退官。